# ナミビアにおける死刑

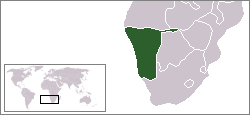
ナミビア

ナミビアにおける死刑（ナミビアにおけるしけい）の項目では、ナミビアにおける死刑について解説する。ナミビアにおいては1990年の独立以降一度も死刑は執行されていない。1990年の独立時における憲法において、全ての犯罪に対する死刑が禁止されている。ナミビア領内において最後に執行された死刑は、南アフリカ共和国支配下の1988年に行われたものである。
サハラ以南のアフリカにおいては、ナミビアはブルンジ、ギニア、モーリシャス、サントメ・プリンシペとともに最も早い時期に死刑を廃止した国家グループのひとつである。また、ルワンダが2007年に死刑を廃止した際のポール・カガメ大統領の発言に対して、ナミビアの法相Pendukeni Iivula-Ithanaは「政府は死刑を存続すべきという世論に対しリーダーシップを発揮して、死刑の廃止を市民に受け入れさせる必要がある」というコメントをルワンダの法相とともに発している。